# Гаиль, Иван Христианович
Иван Христианович (Христофорович) Гаиль (нем. Iohann Christophor Hail, ум. 1801) — российский врач; доктор медицины.

## Биография
Родился в швейцарском городке Метлинг. Учился в Эрлангенском университете, где и напечатал диссертацию: «Specimen inaugurale medicum, miscelanea medicochirurgica continens. Erlangae, 1773». 
1 июля 1773 года в Российской империи Гаиль не выдержал экзамена в Медицинской коллегии и 22 сентября 1774 года просил дозволение заниматься в Московском госпитале «для утверждения себя в медицинской практике»; его ходатайство было удовлетворено и 11 сентября следующего года он снова экзаменовался в Москве и 29 сентября получил право на медицинскую практику в России. 
5 ноября 1775 года Гаиль был определён младшим доктором (доцентом) в Московский госпиталь, но на этой службе «возбудил против себя неудовольствие» различными злоупотреблениями, последствием чего стал сначала (март 1777 года) строгий выговор в госпитальной конторе по приказу Медицинской коллегии, а затем (летом того же года) перевод доктором в Смоленскую дивизию Русской императорской армии. 
Обладая неуживчивым характером, И. Гаиль постоянно имел конфликты по службе и 10 января 1782 года был переведён к Казанской дивизии, 24 октября 1784 года — в 4-ю дивизию, а 22 ноября того же года уволен от службы по военному ведомству. 
Перейдя на гражданскую службу, Иван Христианович Гаиль служил в Харьковской, Воронежской, Тамбовской и Астраханской губерниях Российской империи, наконец, 8 июня 1797 года, был определён доктором в Оренбургский областной госпиталь. 
27 апреля 1798 года прислал оттуда барону А. И. Васильеву проект снабжения всей России исключительно русскими лекарственными веществами из всех царств природы с тем, чтобы их не выписывать из чужих краев. На предложение коллегии дать подробные объяснения, Гаиль, не давая их, просил только перевести его в Казань или какой-нибудь другой город инспектором врачебной управы и предлагал во время своих служебных поездок испытывать различные лекарственные вещества и тогда уже дать объяснения. 
В это время Оренбургская врачебная управа сделала на него денежный начёт, а Медицинская коллегия отрешила его от должности 27 сентября 1798 года, поручив Оренбургскому губернскому правлению проверить его счета; правление нашло его невиновным, губернаторы, военный и гражданский, дали ему одобрительные аттестаты, но Гаиль уже сдал Оренбургский госпиталь и уехал в Казань. Коллегия известила его, что жалованье ему будет выдано по день сдачи, но что вакансии для него уже нет. Гаиль приехал в Санкт-Петербург и пожаловался барону Васильеву, который потребовал объяснений от коллегии. Из поданного ею 7 февраля 1800 года «экстракта из дела» оказалось, что Гаиль был виновен главным образом в легкомыслии и неуживчивости, поэтому дело о злоупотреблениях было прекращено. Гаиль ещё до этого просил вновь принять его на службу и 1 марта 1800 года был определён городовым доктором в Севск, где Иван Христианович Гаиль и умер 17 мая 1801 года.